# 傅友徳
傅 友徳（ふ ゆうとく、? - 洪武27年11月29日（1394年12月22日））は、元末明初の軍人。単州碭山県の人。朱元璋に仕えて、明建国の功臣となった。
| 姓名         | 傅友徳 |
| 画像         | 傅友徳 |
| 時代         | 元代 - 明代                                                                                                   |
| 生没年       | 生年不詳 - 1394年（洪武27年）                                                                                 |
| 字・別名     | - |
| 本貫・出身地 | 単州碭山県 |
| 職官         | 雄武衛指揮使（明）→江淮行省参知政事 →栄禄大夫・柱国・同知大都督府事 →征虜前将軍→征西副将軍→征南将軍 →太子太師 |
| 爵位         | 潁川侯（明）→潁国公                                                                                           |
| 諡号         | - |
| 陣営・所属   | 李喜喜→明玉珍→陳友諒→朱元璋                                                                                   |
| 家族・一族   | 子 : 傅忠 |

## 生涯

### 主を幾度となく変える
祖先は宿州に住んでいたが、後に碭山へ移り住んだ。
劉福通の配下の李喜喜に従い、成都に入った。李喜喜が破れ、明玉珍に従った。明玉珍は傅友徳を重く用いなかったため、武昌へ向かい、陳友諒に従った。

### 朱元璋に仕える
至正21年（1361年）8月、朱元璋が江州を攻め、小孤山に至った。傅友徳は丁普郎と共に小孤山を守っていた。丁普郎と共に軍を率いて、朱元璋に降った。朱元璋は傅友徳と話し、彼を珍しい人物と思い、将として用いることにした。
至正23年（1363年）3月、常遇春に従い、安豊を救援し、廬州を攻略。7月、鄱陽湖の戦いに参加し、軽船で陳友諒軍の先鋒を破った。いくつかの戦傷を負ったが、ひるまずに戦った。諸将と共に涇江口で伏兵として戦い、陳友諒を戦死させた。
至正24年（1364年）2月、武昌を攻めた。武昌城の東南にある高冠山は城中の様子を見ることができた。敵軍がこの山を占拠していた。諸将は高冠山の敵軍が煩わしく思った。傅友徳は数百人を率い、一気に高冠山を奪ってしまった。流れ矢が頬を貫いても気にせず戦った。武昌を攻略し、雄武衛指揮使を授けられた。7月、徐達に従い、廬州を攻略した。別の武将を派遣し、峡州・衡州・襄陽を攻略した。安陸を攻めて九つの傷を負うも、敵を破り、任亮を捕らえた。
至正25年（1365年）10月、大軍を率いて淮東を攻めた。張士誠の援軍を馬騾港で破り、軍船数千を得た。元の将の竹貞を安豊で破った。陸聚と共に徐州を守った。
至正27年（1367年）2月、ココ・テムルが左丞の李二を遣わし、徐州を攻めてきた。傅友徳は味方が寡兵であるので、城を固く守って戦わなかった。敵軍は陵子村に駐屯し、周囲の掠奪を始めた。その間に3千の兵に河を遡らせ、石州に至った。石州から進軍し、敵軍を攻撃した。李二は武将の韓乙に迎撃を命じた。傅友徳は槊を奮って武将の韓乙を討ち取り、敵軍を破った。再び李二が攻めてきて、傅友徳は城を出て、城外に陣を張った。兵に武器を持って臥せておき、戦鼓を聞いたらすぐに起き上がって、攻撃するように命令した。李二が戦場に至ると戦鼓を鳴らし、兵士は素早く起き上がり、敵軍の前鋒に攻撃した。敵軍は壊滅し、多くの溺死者を出した。李二を捕らえ、将兵2百余・馬5百を得た。応天府に帰還し、江淮行省参知政事に進んだ。その際、朱元璋は鼓吹を奏でさせ屋敷まで帰らせた。

### 元・夏の勢力と戦う
至正27年（1367年）10月、徐達に従い、北伐に参加した。徐達に対し「漢の高祖が項羽と戦っている最中、山東で彭越が項羽軍の側背を襲った。今度の戦いは山東の平定から始めるべきだ」と言った。11月、沂州・青州を攻略した。12月、萊州を攻略した。元の丞相の也速が援軍にやってきたので、傅友徳は騎兵で敵を誘引し、伏兵で敵軍を破った。
洪武元年（1368年）2月、東昌を攻略。3月に汴梁、4月に洛陽を攻略し、各地の山寨を占拠した。福昌寨を攻略した際、元の右丞の潘瑪勒を降した。5月、凌青塞・黒山塞を攻略した。7月、渡河して薛顕と共に衛輝・彰徳を攻略し、臨清に至り、捕らえていた元の武将の李宝臣・都事の張処仁を道案内として用いた。陸路で徳州・滄州を攻略した。8月、元の首都の大都は既に攻略されたが、さらに北方の様子を調べるために傅友徳は盧溝橋を守った。大同を攻略した後、9月に保定・真定へ戻り、真定を守った。12月、山西を攻め、太原を攻略した。ココ・テムルが自ら大軍を率いて攻めてきた。傅友徳は50騎を率いてココ・テムルの陣営に夜襲を仕掛けた。ココ・テムル軍は逃げ出し、土門関まで追撃した。その結果、多くの捕虜や軍馬を得た。薛顕と共に賀宗哲を石州で破った。
洪武2年（1369年）1月、朔州の守りについた。3月、鳳州を攻略し、指揮の張能に守りを任せた。5月、徐達と合流して慶陽の東側を包囲した。7月、徐達・馮勝と協議し、薛顕と共に霊州に駐屯して援軍を断ったため、慶陽を攻略することができた。賀宗哲が六盤山に逃れたことを知った徐達は、顧時・薛顕と共に追撃を命じた。12月、帰還し、恩賞として白金文綺を賜った。
洪武3年（1370年）4月、徐達に従い、ココ・テムルを破った。5月、前鋒として夏に向かい、略陽関を奪った。さらに漢中を攻略した。しかし後続が続かず、西安へ帰還した。7月、夏の武将の呉友仁が漢中へ攻め込んだ。傅友徳は3千騎を率いて救援に駆けつけ、夜襲で木槽関・斗山寨・門山塞を攻めた。命令して兵士に10の篝火を持たせ、山上で布を燃やさせた。これを見た敵軍は驚き、逃走した。11月、論功により、開国輔運推誠宣力武臣を授けられ、栄禄大夫・柱国・同知大都督府事となり、潁川侯に封ぜられ、食禄1千5百石を賜った。

### 夏国討伐
洪武4年（1371年）1月、征虜前将軍として、征西将軍の湯和と分道して夏討伐に向かった。顧時を副将の呉復らを従えて、秦州・平涼方面から出撃した。朱元璋は「敵の精鋭は東側に集中している。敵は金牛で我が軍を阻むだろう。そこで不意をついて、階州・文州を衝けば、敵は自壊するだろう。兵は神速を貴ぶという。機会を逃してはならない」と諭した。
3月、傅友徳は諸軍を結集して金牛を攻めると噂を流した。そして、5千の精鋭軍を前鋒とし、本軍はそれに続いて、密かに陳倉から昼夜問わず進軍した。
4月、守将の丁世真を破り、武将18人を捕らえ、階州を攻略した。白龍江の橋が敵軍により落とされていたので、橋を修復して進軍した。文州の五里関に至り、丁世真は兵を集め、抵抗の構えをとった。汪興祖が飛石に当たって戦死すると、傅友徳は大いに怒り、激しい攻撃を加えた。丁世真は数騎で敗走し、文州を攻略した。青川・果陽を攻略し、指揮の潘忠を守りにつかせた。江油・彰明の2県を攻略し、白水江を渡り、綿州へ向かった。精鋭を選び、都督僉事の藍玉に率いさせて夜襲を仕掛けた。綿州の守将の向大亨は驚き、軍は混乱した。傅友徳もこれに続いて攻撃した。にわかに大風が起こり、諸軍はこれに乗じて攻め立てたため、向大亨軍は大敗して、漢州へ敗走し、綿州を攻略した。
5月、漢州攻略に向かった。このとき、漢江は増水して渡河は不可能だった。そこで軍船を軍船を作って漢州に至った。瞿塘の友軍を助けるため、削った木材に階州・文州・綿州は占領されたと書いて、漢江に投げ入れた。これを見た敵軍は散りぢりになった。傅友徳が階州・文州を攻略したことを知った夏の丞相の戴寿は漢州へ援軍に向かった。城下で守将の向大亨を破った後、敵の援軍が迫っていることを知った明の諸将は「援軍は遠くからやってきている。向大亨が敗れたと知れば、士気は落ちてしまう。何と無能なことだ」と言った。言葉どおり、援軍を迎え撃って大勝した。
6月、漢州を攻略。向大亨は成都に敗走し、顧時を漢州の守りにつかせた。文州が丁世真によって陥落すると、傅友徳は直ちに文州へ向かった。丁世真は逃走し、軍を再編して秦州を攻めた。傅友徳が救援に向かい、丁世真を破った。丁世真は敗走後、梓潼で部下に暗殺された。
7月、進軍して成都を囲んだ。戴寿・向大亨らは城を出て、象兵を使って戦った。傅友徳は強弩火器で迎え撃たせた。体に流れ矢を受けても退かず、将兵は死にものぐるいで戦った。象が暴走し、敵軍は多くの死者を出した。明昇は降伏を決意し、戴寿はこれを聞いて、傅友徳の軍門に降った。傅友徳は成都に入城した。朱亮祖と合流し、降伏に従わない州県を攻めた。崇慶州知州の尹善清と戦い、これを破り、尹善清を斬った。判官の王桂華は父老を率いて降伏した。
8月、周徳興と合流して、保寧を攻略して呉友仁を捕らえた。これを応天府に送り、夏を平定した。その後、保寧の守りについた。夏平定後、朱元璋は平蜀文として旗に『傅一廖二』との語を書き記した。朱元璋は夏討伐において、傅友徳を勲功第一、廖永忠を勲功第二とした。
12月、帰還後に白金250両・綵段20表を賜った。

### 元の残存勢力と戦う
洪武5年（1372年）1月、征西副将軍として馮勝に従い、3月、5千騎を率いて涼州で敵軍を破り、追撃して永昌に至った。永昌で元の岐王桑哥朶児只班を破り、馬・牛・羊を10万余を捕らえた。6月、掃林山に至り、馮勝と合流して甘粛を攻略し、元の不花を射殺し、元の太尉の鎖納児らを降伏させた。瓜州・沙州に至り、金銀や家畜2万を獲って帰還した。このとき、明軍は三道に分かれて戦ったが、傅友徳は全てに勝利した。しかし、主将の馮勝は賞を与えなかった。
洪武6年（1373年）6月、雁門を出て前鋒として、元の平章の鄧孛羅帖木児を捕らえた。
洪武8年（1375年）2月、北平の守りに移った。職務によく精励し、配下の者は全て従った。7月、応天府に召還され、10月に太子の講武のために荊山へ行った。歳禄1千石を賜った。
洪武9年（1376年）1月、湯和・藍玉・王弼・丁玉と共に延安の守りについた。7月、延安で伯顔帖木児を破り、これを捕らえ、敵兵は降伏した。朱元璋の命で、国境周辺の巡行を行った。城郭・関梁を修繕し、兵を率いて金筑・普定諸山寨を降した。
洪武14年（1381年）1月、元の平章の乃児不花が攻めてきたので、徐達・湯和と共にこれを討った。4月、征虜右副将軍として徐達に従い、黄河を渡って北方へ向かい、灰山を襲って、元の平章の孛羅不花らを捕らえ、数多くの敵兵を討って、捕らえた。

### 雲南討伐
洪武14年（1381年）9月、征南将軍として征南左副将軍の藍玉・征南右副将軍の沐英・呉復・曹震・王弼・金朝興・郭英・張銓・胡海・陳桓らを従え、30万の大軍を率いて雲南討伐へ向かった。湖広に至り、都督の郭英・胡海・陳桓ら5万の軍を永寧を経由して烏撒へ向かわせ、自らは貴州へ進軍した。
12月、藍玉・沐英を率いて普定・普安を攻略し、苗族や蛮族等を降伏させ、曲靖へ向かった。これを知った梁王バツァラワルミは、司徒・平章の達里麻に精兵10万余を与え、曲靖に駐屯させた。沐英は「我が軍は敵地深く侵攻し、兵士は恐怖心を未だに持っています。速やかに進軍すれば、敵の不意を衝くことになり、必ず勝つことができます。これこそ、『奇襲により、勝ちを収める』策です」と進言した。傅友徳はこの進言を容れ、直ちに進軍を開始した。曲靖にあと数里に至ったとき、四方を大霧が覆った。大霧の中、白石江を臨む場所まで進軍した。達里麻はこれを見て、大いに驚いた。傅友徳は渡河を考えていたが、沐英は「我が軍は遠方より来たので、形勢は敵軍が有利であり、勝つには速戦にすべきです」と進言した。傅友徳は軍を整え、渡河の機会を窺った。達里麻は精鋭軍を渡河させた。これに対し、沐英に数十人を率いさせ、密かに下流から渡河させた。その後、金鼓を鳴らせ、樹に旗幟を上げさせた。達里麻はこれを見て、軍を急いで退却させた。敵軍が急な退却命令に混乱していたとき、渡河に成功した沐英が攻めかかった。達里麻の前軍を破り、敵軍は数里、陣営を退いた。傅友徳は勝ちに乗じて軍を進めた。戦いは数度行われ、矢石は雨のように降り、鬨の声は天地を動かすかのようであった。沐英が鉄騎兵で敵軍の中央を破り、勝利を収めた。達里麻を捕らえ、死体は10里余りに横たわり、捕虜2万を得た。傅友徳は捕虜を元の職に戻させ、蛮族たちはこれを喜んだ。曲靖を攻略し、兵を留めて守らせた。藍玉・沐英を雲南に向かわせ、自身は数万の兵を率いて烏撒に向かい、郭英らの支援を行った。
沐英からの援軍と合流し、永寧を通過して郭英らの軍が元の右丞の実卜の軍と対峙している間に烏撒を直接衝いた。これを知った実卜の軍は敗走した。実卜が蛮族を集めて再び攻めてきた。傅友徳は陣を張って、これを待ち受けた。諸将は出戦を請うたが、傅友徳は許さなかった。しかし、兵士らが戦いを請うたため、傅友徳は下令で「我が軍は敵地深く入っており、進むことはできても退くことは難しい。敵軍は逃れても、またやってくるが、心はばらばらで、必ず破れるだろう。しかし、相手が要害に拠ってしまえば、簡単に勝つことはできない」と戒めた上で出撃した。芒部の土酋らが軍勢を率いて実卜の軍に加勢した。数十の戦いを経て、実卜の軍は大敗し、斬首3千、獲馬6百の被害を出して実卜は残った兵と敗走した。烏撒を攻略し、七星関を得て畢節を通過した。渡河して、東川・烏蒙・芒部の蛮族を降伏させた。藍玉・沐英は雲南で元軍を破り、元の梁王バツァラワルミは敗走後、自害した。
洪武15年（1382年）3月、元の威順王コンチェク・ブカの子の伯伯及び梁王バツァラワルミの関係者318人を応天府へ送った。同時に「雲南は元のクビライの時代から現在まで百年余りが経過しています。その間、戦火によって戸籍も存在しない状況にあります。まず兵士を確保し、要害を守らせる方法を考えなければなりません。賦税について、元の司徒・平章の達里麻らが『この土地の田畑の多くを豪族たちが占めている』と申していました。元の古い制度では資金が不足してしまいます。布政司や諸衛所を監督させて、軍の食糧を確保させています。今年の徴収は不足の恐れがあるので、官院や寺が持つ田畑を土着の地方官によって供出させ、塩商売にも税を課し、兵士に屯田を行わせ、軍資にしたいと考えています」と上奏した。しばらくして、雲南塩課司を置いて軍費を賄わせた。4月、東川・烏蒙・芒部の蛮族が叛いた。沐英と共にこれを討伐した。7月、沐英と共に烏撒に進んだ。蛮族との抗争で奮撃して破り、七星関から畢節を通過した。渡河して、東川・烏蒙・芒部の蛮族を降伏させた。3万余を斬首し、牛馬10万余を捕らえた。これにより、水西諸部の蛮族は全て降った。
洪武16年（1383年）2月、元の雲南右丞の観音保・参政の車里不花・段世ら160人らを応天府へ送った。郭英を従えて、蒙化府・鄧川州を攻略し、仏光寨を破り、金沙江を通過して北勝府を攻略し、平章の高生を捕らえた。麗江府を攻略した。これらの戦いで、斬首1万3千余、捕虜2千余・精甲数万・軍船数万、降伏者10万余の戦果を挙げた。
洪武17年（1384年）3月、命により、藍玉と共に征南軍を率いて応天府へ帰還した。雲南の風習を尊重し、租税を定め、学校を興し、戦死者の遺骨を埋め、広く屯田を行った。これにより、雲南は平定された。4月、雲南征伐の功により、潁国公に封ぜられ、食禄3千石を賜った。

### 各地の反抗勢力と戦う
洪武18年（1385年）8月、馮勝・藍玉と共に北平の守りについた。
洪武19年（1386年）2月、耿炳文を従えて、雲南・曲靖の蛮族を討った。
洪武20年（1387年）1月、左副将軍として馮勝に従い、ナガチュ討伐に参加した。趙庸を従えて、6月にナガチュを金山で破った。
洪武21年（1388年）6月、東川の蛮族が叛き、征南将軍として、征南左副将軍の沐英・征南右副将軍の陳桓を率いて、これを平定した。9月、越州で阿資が叛き、沐英と共に、翌年1月、普安でこれを破った。
洪武22年（1389年）3月、諸将を率いて、四川・湖広に分屯し、西南の蛮族を防いだ。7月、応天府に帰還した。
洪武23年（1390年）1月、趙庸・曹興・王弼・孫恪らと北平に赴き、軍馬の訓練を行った。晋王朱棡・燕王朱棣に従い、征虜前将軍として沙漠遠征に向かい、乃児不花を捕らえた。開平の守りにつき、再び寧夏を攻めた。
洪武24年（1391年）1月、征虜将軍として、王弼と郭英を副将として北平を守った。4月、再び燕王朱棣に従い、郭英らと共に哈者舎利を討ち、元の遼王を追った。先行しすぎたため、軍を戻せとの命令を受けた。しかし、敵の不備をつき、密かに黒嶺へと至り、敵軍を大破してから帰還した。山西・陝西総練兵、屯田を行った。太子太師を加えられ、故郷へ戻った。

### 粛清による最期
洪武25年（1392年）、懐遠の田畑が欲しいと請うた。朱元璋は「十分な禄を与えているにもかかわらず、民の利益を侵そうというのか？」と不快に思った。8月、馮勝と共に山西へ向かい、また、大同・東勝で屯田を行い、十六衛を設立した。12月に東宮師保官を兼務した。馮勝と共に、山西・河南で練兵を行った。
洪武26年（1393年）2月、応天府に召還された。3月、馮勝と共に山西・北平の守りについた。
洪武27年（1394年）11月、罪を得て、賜死を命じられて亡くなった。2年前に皇太子の朱標が亡くなり、朱允炆が皇太孫になると、その将来に不安を抱いた朱元璋は、傅友徳のような実力者を危険視していた。粛清の明確な理由は不明である。

## 人物・逸話
- 障害により、言葉を発することができなかった。
- 武勇に優れた勇将で「朱元璋の軍勢の下で傅友徳の姿を見かけないときはない」とまで言わしめるほどの活躍を見せた。
- 体を張って戦い続け、多くの戦いで死線を戦い抜き、将軍という高位にのぼっても、必ず士卒に先んじて戦った。
- 傷を負っても力強く戦い、数々の功績を立てた。朱元璋は何度も詔で労いの言葉をかけていた。
- 北伐の際、朱元璋からの詔で『薛顕・傅友徳の勇略は軍中でも一番である』との言葉を賜った。
- 嘉靖元年（1522年）、雲南巡撫都御史の何孟春が傅友徳を祀った祠を立てることを請うた。嘉靖帝はこれを認め、『報功』という名を贈った。